# Rhodophiala rosea
Rhodophiala rosea là một loài thực vật có hoa trong họ Amaryllidaceae. Loài này được (Sweet) Traub miêu tả khoa học đầu tiên năm 1953.